# Banja (woreda)
Pour les articles homonymes, voir Banja.
Cet article court présente un sujet plus développé dans : Banja Shekudad et Guagusa Shekudad.
Banja était l'un des 105 woredas de la région Amhara, en Éthiopie.
Situé aux environs d'Enjebara, le woreda faisait partie de la zone Agew Awi.
Il s'est scindé en deux woredas appelés Banja Shekudad et Guagusa Shekudad qui avaient respectivement 111 975 et 83 930 habitants au recensement de 2007.